# Bundesbesoldungsordnung
Die Bundesbesoldungsordnungen A, B, R und W (nichtamtliche Abkürzung: BBesO) sind in Deutschland Teil des Bundesbesoldungsgesetzes (BBesG). In den Bundesbesoldungsordnungen A und B sind die Ämter der Bundesbeamten und Dienstgrade der Soldaten (Berufssoldaten und Soldaten auf Zeit) und ihre Besoldungsgruppen geregelt. Dabei sind die Ämter nach ihrer Wertigkeit den Besoldungsgruppen zugeordnet (§ 20 Abs. 1 BBesG). In der Bundesbesoldungsordnung R sind die Ämter der Richter und Staatsanwälte im Bundesdienst, mit Ausnahme der Ämter der Vertreter des öffentlichen Interesses bei den Gerichten der Verwaltungsgerichtsbarkeit und ihre Besoldungsgruppen geregelt (§ 37 S. 1 BBesG). In der Bundesbesoldungsordnung W sind die Ämter der Professoren und weiterer Hochschulangehöriger und ihre Besoldungsgruppen geregelt (§ 32 S. 1 BBesG).

## Bundesbesoldungsordnungen A und B
Die Bundesbesoldungsordnung A – aufsteigende Gehälter – und die Bundesbesoldungsordnung B – feste Gehälter – sind Anlage I des BBesG. Die Grundgehaltssätze der Besoldungsgruppen sind in der Anlage IV ausgewiesen. Den Bundesbesoldungsordnungen A und B sind in Anlage I der BBesG Vorbemerkungen vorangestellt. Diese unterteilen sich in die Kapitel „Allgemeine Vorbemerkungen“, „Stellenzulagen“ und „Andere Zulagen“.
Die Bundesbesoldungsordnung A besteht aus den Besoldungsgruppen A 3 (bis 31. März 2020: A 2)[veraltet] bis A 16. Die in Anlage IV aufgeführten Grundgehälter der Bundesbesoldungsordnung A sind den Stufen 1 bis 8 zugeordnet. Dabei erfolgt der Aufstieg in eine nächsthöhere Stufe nach Dienstzeiten, in denen anforderungsgerechte Leistungen erbracht wurden, sogenannte „Erfahrungszeiten“ (§ 27 Abs. 1 S. 2 BBesG). Die Zeiten ergeben sich aus § 27 Abs. 3 S. 1 BBesG.
Die Bundesbesoldungsordnung B besteht aus den Besoldungsgruppen B 1 bis B 11. Die in Anlage IV aufgeführten Grundgehälter der Bundesbesoldungsordnung B sind feste Gehälter ohne Stufen.

## Bundesbesoldungsordnung R
Die Bundesbesoldungsordnung R ist Anlage III der BBesG. Die Grundgehaltssätze der Besoldungsgruppen sind in der Anlage IV ausgewiesen. Die Bundesbesoldungsordnung R beginnt mit Vorbemerkungen zu Amtsbezeichnungen und Zulagen für Richter und Staatsanwälte bei obersten Gerichtshöfen des Bundes sowie bei obersten Behörden.
Die Bundesbesoldungsordnung R besteht aus den Besoldungsgruppen R 2 (bis 2013: R 1) bis R 10. Die in Anlage IV aufgeführten Grundgehälter der Besoldungsgruppe R 1 (auslaufend) und R 2 sind jeweils den Stufen 1 bis 8 zugeordnet. Dabei erfolgt der Aufstieg in eine nächsthöhere Stufe nach festgesetzten Zeiten (§ 27 Abs. 3 S. 1 BBesG). Da Richter aufgrund der richterlichen Unabhängigkeit keiner Leistungsbewertung unterliegen, ist der Stufenaufstieg nicht an das Erbringen anforderungsgerechter Leistungen gekoppelt.
Die Grundgehälter der Besoldungsgruppen R 3 bis R 10 gibt es nur in Stufe 1. Sie sind feste Gehälter. Das Grundgehalt der Besoldungsgruppe R 2 deckt sich annähernd mit dem Grundgehalt der Besoldungsgruppe A 15, die R 2-Endstufe liegt indes nahezu auf dem Niveau der Endstufe der Besoldungsgruppe A 16. Die Besoldung von R 3 bis R 9 entspricht dem Grundgehalt der Besoldungsgruppen B 3 bis B 9. Das Grundgehalt der Besoldungsgruppe R 10 liegt leicht über dem Grundgehalt der Besoldungsgruppe B 11.

## Bundesbesoldungsordnung W
Die Bundesbesoldungsordnung W ist Anlage II der BBesG. Die Grundgehaltssätze der Besoldungsgruppen sind in der Anlage IV ausgewiesen. Neben den Ämtern der Professoren gilt die Bundesbesoldungsordnung W auch für hauptberufliche Leiter von Hochschulen und Mitglieder von Leitungsgremien an Hochschulen, die nicht Professoren sind, soweit ihre Ämter nicht Besoldungsgruppen der Bundesbesoldungsordnungen A und B zugewiesen sind (§ 32 S. 3 BBesG). Die Bundesbesoldungsordnung W beginnt mit Vorbemerkungen zu Zulagen, zu Dienstbezügen für Professoren als Richter und zu Amtsbezeichnungen.
Die Bundesbesoldungsordnung W besteht aus den Besoldungsgruppen W 1 bis W 3. Das in Anlage IV aufgeführte Grundgehalt der Besoldungsgruppe W 1 ist ein stufenloses Festgehalt. Die Grundgehälter der Besoldungsgruppen W 2 und W 3 sind den Stufen Stufe 1 bis 3 zugeordnet. Dabei erfolgt der Aufstieg in eine nächsthöhere Stufe nach Erfahrungszeiten von jeweils sieben Jahren in den Stufen 1 und 2 (§ 32a Abs. 1 S. 2 i. V. m. Abs. 3 BBesG).
Einziges der Besoldungsgruppe W 1 zugeordnetes Amt ist der „Professor als Juniorprofessor“, soweit dieser nicht in Besoldungsgruppe W 2 ist. Professoren der Besoldungsgruppe W 1 erhalten, wenn sie sich nach drei Jahren als Hochschullehrer bewährt haben, ab dem Zeitpunkt der ersten Verlängerung des Beamtenverhältnisses auf Zeit eine nicht ruhegehaltfähige Zulage in Höhe von monatlich 273,00 Euro.
In den Besoldungsgruppen W 2 und W 3 werden neben dem als Mindestbezug gewährten Grundgehalt variable Leistungsbezüge vergeben (§ 33 Abs. 1 BBesG):
- aus Anlass von Berufungs- und Bleibeverhandlungen
- für besondere Leistungen in Forschung, Lehre, Weiterbildung, Kunst und Nachwuchsförderung sowie
- für die Wahrnehmung von Funktionen oder besonderen Aufgaben im Rahmen der Hochschulselbstverwaltung oder der Hochschulleitung (z. B. Dekan, Prorektor).

## Geschichte
Die Bundesbesoldungsordnungen galten in der Zeit des vereinheitlichten Besoldungsrechts von 1975 bis zur Föderalismusreform 2006 auch für die Besoldung der Beamten und Richter der Länder. Alle Länder haben seitdem eigene Landesbesoldungsordnungen für ihre Beamten und Richter erlassen.

### Bundesbesoldungsordnung C
Die Bundesbesoldungsordnung C wurde 2002 aufgehoben und durch die Bundesbesoldungsordnung W ersetzt. Wer bereits ein Amt der Bundesbesoldungsordnung C hatte, konnte entweder freiwillig in die Bundesbesoldungsordnung W wechseln oder in der Bundesbesoldungsordnung C verbleiben. Die Länder konnten einen Stichtag festlegen, bis zu dem in diese Bundesbesoldungsordnung eingeordnet werden durfte. Danach durfte nur noch in die Bundesbesoldungsordnung W eingestuft werden. Letzter möglicher Stichtag war der 1. Januar 2005.
Die Bundesbesoldungsordnung C galt für Hochschullehrer (Professoren, wissenschaftliche Assistenten und Hochschuldozenten) und umfasste die Besoldungsgruppen C 1 bis C 4. Die Besoldungsgruppen C 1 und C 2 waren aufsteigende Besoldungsgruppen und entsprachen den Besoldungsgruppen A 13 bzw. A 14.